# Silvestro Picardi
Silvestro Picardi (Messina, 29 ottobre 1853 – Roma, 14 gennaio 1904) è stato un politico italiano e Senatore del Regno.
Membro di una facoltosa e importante famiglia messinese originaria di Raccuja, fu Ministro dell'Agricoltura, Industria e Commercio del Regno d'Italia nel Governo Zanardelli.